# Euacaulona sumichrasti
Euacaulona sumichrasti là một loài ruồi trong họ Tachinidae.